# Мужская сборная Израиля по водному поло
Мужская сборная Израиля по водному поло — национальная ватерпольная команда, представляющая Израиль на международной арене. Управляющей организацией является Ассоциация плавания Израиля (ивр. איגוד השחיה בישראל‎, англ. Israel Swimming Association).

## Результаты выступлений

### Чемпионаты мира
| Год        | Место          | И              | В              | Н              | П              | ГЗ             | ГП             | +/-            |
| ---------- | -------------- | -------------- | -------------- | -------------- | -------------- | -------------- | -------------- | -------------- |
| 1973       | 16             | 7              | 0              | 0              | 7              | 15             | 79             | -64            |
| 1975       | не участвовали | не участвовали | не участвовали | не участвовали | не участвовали | не участвовали | не участвовали | не участвовали |
| 1978       | 16             | 8              | 0              | 0              | 8              | 13             | 66             | -53            |
| 1982       | не участвовали | не участвовали | не участвовали | не участвовали | не участвовали | не участвовали | не участвовали | не участвовали |
| 1986       | 15             | 6              | 0              | 1              | 5              | 28             | 71             | -43            |
| 1991—н. в. | не участвовали | не участвовали | не участвовали | не участвовали | не участвовали | не участвовали | не участвовали | не участвовали |

### Чемпионаты Европы
| Год       | Место          | И              | В              | Н              | П              | ГЗ             | ГП             | +/-            |
| --------- | -------------- | -------------- | -------------- | -------------- | -------------- | -------------- | -------------- | -------------- |
| 1926—2020 | не участвовали | не участвовали | не участвовали | не участвовали | не участвовали | не участвовали | не участвовали | не участвовали |
| 2022      | 12             | 6              | 0              | 0              | 6              | 42             | 96             | -54            |
| 2024      | 16             | 5              | 0              | 0              | 5              | 45             | 81             | -36            |